# Monivea
Monivea (iriska: Muine Mheá) är en ort i republiken Irland.   Den ligger i grevskapet County Galway och provinsen Connacht, i den centrala delen av landet, 160 km väster om huvudstaden Dublin. Monivea ligger 66 meter över havet och antalet invånare är 296.
Terrängen runt Monivea är platt. Runt Monivea är det glesbefolkat, med 15 invånare per kvadratkilometer. Närmaste större samhälle är Athenry, 8,5 km söder om Monivea. Trakten runt Monivea består i huvudsak av gräsmarker.